# مسجد السكسك
يقع مسجد السكسك في مدينة يافا ويُعدّ من المساجد البارزة فيها حيث يتوسط حيًّا سكنيًا يشهد حضورًا نشطًا للمصلين. أُنشئ هذا المسجد في عام 1883م ليكون بيتًا من بيوت الله يخدم السكان ويوفر لهم مكانًا يجتمعون فيه لأداء الصلوات وتلقّي العلم والمشاركة في مختلف الفعاليات الدينية والاجتماعية.

## التاريخ والبناء
تم تشييد مسجد السكسك في ثمانينيات القرن التاسع عشر على يد عائلة السكسك وهي إحدى العائلات البارزة في مدينة يافا. ويُعد الحاج عبد القادر السكسك الشخصية الأساسية التي قادت عملية تأسيس المسجد.
وقد أُقيم المسجد على أرض بستان تعود ملكيتها للعائلة وتقع على الطريق الواصل بين يافا والقدس. ويُعتبر هذا المسجد الثاني الذي يُبنى خارج أسوار مدينة يافا ما يعكس توسع النشاط الديني والعمراني في تلك الفترة.
تم بناء وتشييد مسجد السكسك في عقد سنوات 1880 من قبل عائلة سكسك التي كانت عائلة بارزة في يافا. ذكر محمود يزبك أن الحاج عبد القادر السكسك كان المؤسس الرئيسي لبناية المسجد. تم بناؤه على أرض البستان الخاصة بعائلة السكسك، وهي أرض تتواجد على طريق يافا  القدس. مسجد السكسك هو المسجد الثاني الذي تم تشييده خارج أسوار المدينة.
توقف استخدام المسجد من أجل العبادة في عام 1919. في عام 1948 قاموا بتحويل فناء المسجد وجزء من قاعة الصلاة إلى مقهى وقاموا بمصادرته بشكل نهائي في عام 1965. كما قاموا باستخدام مبنى المسجد كمصنعًا لتصنيع الأدوات البلاستيكية بينما أصبح الطابق الثاني ناديًا لليهود البلغاريين.
يعاني مسجد السكسك من تضييقات متواصلة من قبل السلطات الإسرائيلية منذ نكبة عام 1948 حيث خضع لسيطرة تلك السلطات لمدة 60 عامًا مُنع خلالها الفلسطينيون من دخوله وأُوقفت فيه الصلاة ورفع الأذان. واستمر هذا الوضع حتى عام 2008 حين نجحت عائلة السكسك وأهالي يافا في استعادة المسجد وفتحه من جديد أمام المصلين.
ومؤخرًا تصاعدت محاولات جديدة للتضييق على المسجد حيث سعت مجموعة إسرائيلية من سكان الحي المجاور لمنع رفع الأذان عبر مكبرات الصوت بزعم التسبب في الإزعاج والضوضاء. وقد قدمت هذه المجموعة عشرات الشكاوى بطريقة منظمة إلى بلدية تل أبيب والشرطة الإسرائيلية في محاولة للحد من النشاط الديني داخل المسجد.
وجه عمر سكسك أحد أعضاء إدارة مسجد السكسك في مدينة يافا نداءً إلى أهالي المدينة داعيًا إياهم إلى تكثيف حضورهم في المسجد، خاصة خلال صلوات المغرب والعشاء والفجر وذلك في ظل ما يتعرض له المسجد من حملات تحريضية متواصلة في الآونة الأخيرة.
وأكد سكسك على أهمية التكاتف والوقوف صفًا واحدًا لحماية المسجد ودعمه قائلًا: "نهيب بأهالي يافا أن يكونوا معنا ويقفوا وقفة رجل واحد فبيد الله مع الجماعة. نأمل من شباب بلدنا أن يتحلوا بالمسؤولية، فتواجدكم في المسجد هو رباط وصمود ويشكل إحياءً له وتعزيزًا لثباته في وجه التحديات".

وأضاف أن المسجد يواجه هجمات متعددة من جهات متطرفة وأفراد يقطنون بالقرب منه مشددًا على أن الحضور الدائم للمصلين لا سيما في الأوقات المذكورة يُعد عاملًا مهمًا في ردع هذه التهديدات وحماية المسجد من أي اعتداء.

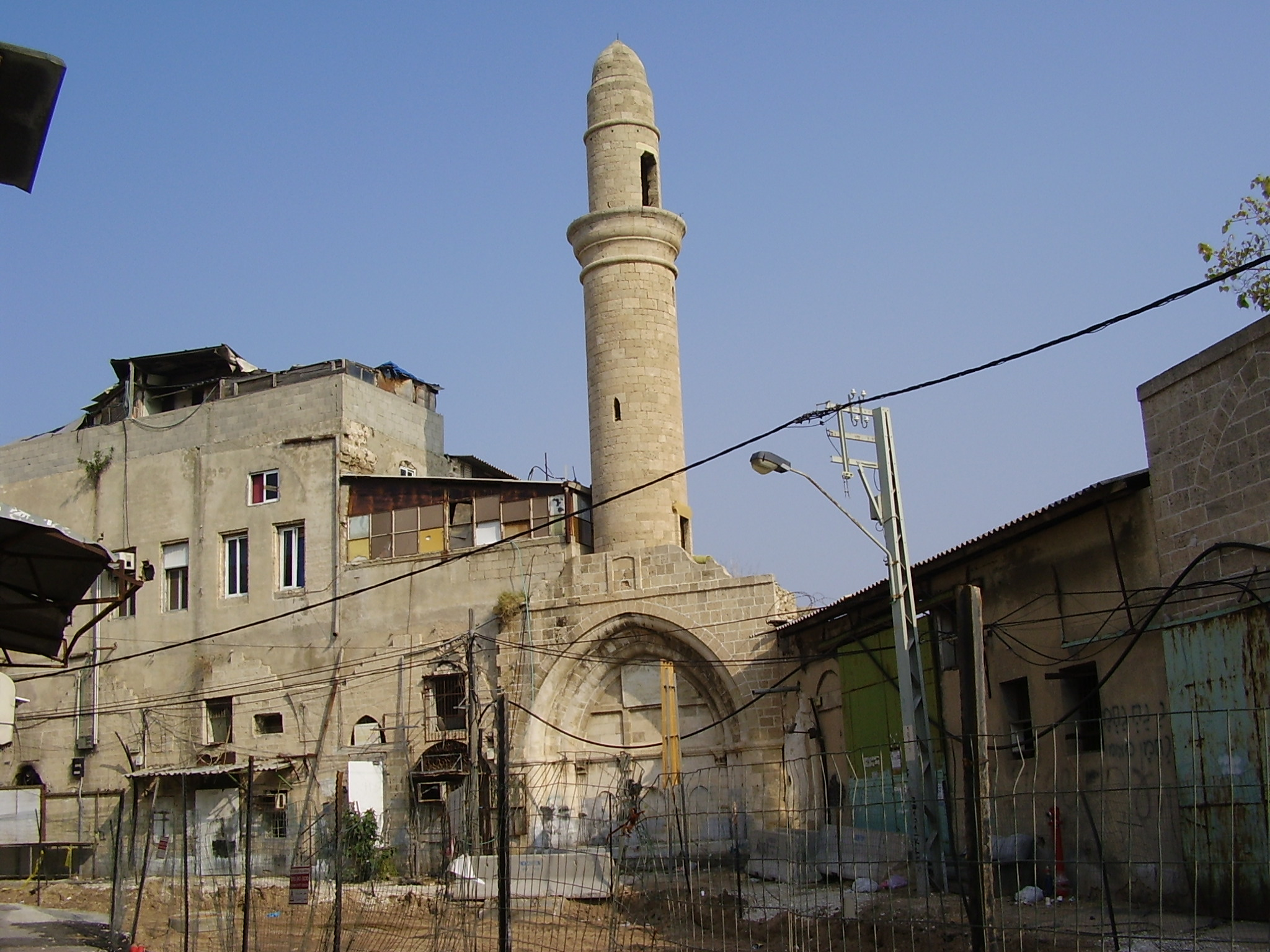
مسجد السكسك وسبيل السكسك في عام 2008 قبل عمليات التجديد والترميم

## الوصف

### سبيل مسجد السكسك
يحتوي المسجد على نافورة مياه (سبيل) ، والتي تحمل نفس الاسم (سبيل السكسك). تم بناؤها على نفس طراز نافورة المحمودي الموجودة في مسجد المحمودية . مبنى النافورة مزين بقوس مزدوج. ينقسم الجزء العلوي من الجدار الأمامي إلى ستة أقسام. كل هذه الأقسام فارغة. تم إرفاق وتعليق البلاطة المتواجد عليها النقش بخطافات حديدية إلى القسم العلوي الأوسط. يحتوي الجزء السفلي من جدار النافورة على ثلاثة أقواس مزخرفة ومزينة التي تكون في الجزء السفلي من كل صنبور، الذي يتدفق منه الماء.
طول لوح البلاطة التي عليها نقش هو ما بين 100 إلى 120 سم، وتكون هذه البلاطة مُلحقة بالجدار الأمامي الأوسط العلوي من النافورة. يتواجد على البلاطة 5 جمل منقوشة التي تكون منفصلة عن طريق الخطوط. تتواجد طغراء للسلطان عبد الحميد الثاني فوق النقوش.